# 160-та зенітна ракетна бригада (Україна)
160-та зенітна ракетна Одеська бригада (160 ЗРБр, в/ч А2800, пп В0996) — формування у складі Повітряних Сил Збройних Сил України, структурно належить до ПвК «Південь». Бригада вважається одним з найкращих підрозділів протиповітряної оборони України.

## Історія
Свій бойовий шлях військова частина почала у 1941 році, коли перед початком Другої світової війни у Київському особливому військовому окрузі було створено 165-й винищувальний авіаційний полк.
Вже 4 серпня 1941 року, особовий склад полку під командуванням командира полку майора Георгія Маслова у складі трьох ескадрилей літаків відбув на фронт та взяв участь у бойових діях у складі Західного та Південно-Західного фронтів, і у грудні цього ж року перейшов до складу Брянського фронту, в складі якого діяв до січня 1945 року.
У період з січня по квітень 1945 року, полк у складі Білоруського фронту брав участь у Варшавській операції. За визволення міста Варшава і виявлені при цьому доблесть і мужність полку було присвоєне почесне найменування «Варшавський».
З'єднання було сформовано на базі 679-го зенітного ракетного полку, який увійшов до складу бригади в повному складі разом з бойовою технікою та озброєнням та офіцерського складу (крім льотного) 665-го (колишнього 165-го) винищувального авіаційного Варшавського ордена Суворова полку.
Сформована бригада увійшла до складу 21-ї дивізії ППО (в/ч 78528), котра підпорядковувалася 8-й окремій Армії ППО Південно-Західного прикордонного району ППО.
Склад бригади при формуванні був наступним:
- штаб;
- чотири вогневі дивізіони і один технічний системи С-75;
- шість вогневих (з них: два кадрованих) дивізіонів і один технічний системи С-125;
- підрозділи бойового забезпечення: батареї управління, інженерно-технічний взвод та відділення хімічної та радіаційної розвідки;
- підрозділи обслуговування: автотракторна рота, майстерні з ремонту озброєння, клуб і медпункт.

1 квітня 1968 року було сформовано групу фахівців ракетного комплексу С-200.
У квітні 1969 року було сформовано повноцінну групу зенітних ракетних дивізіонів (зрдн) С-200. Відтоді бригада складалася з трьох зрдн С-200, трьох зрдн С-75, чотирьох зрдн С-125, двох зрдн С-125 (кадрованих).
В 1987 році з'єднання було підпорядковано новоствореному 60 корпусу ППО, а вже наступного року підрозділи бригади отримали комплекси С-300ПС.
23 січня 1992 року, з прийняття особовим складом Військової присяги на вірність народу України, розпочалась нова ера в історії з'єднання. З того часу, Днем військової частини стало — 23 січня. Доброю традицією в цей день, кожного року, стало відзначення та вшанування кращих військовослужбовців з'єднання.
За підсумками 2008 року 160-та бригада була визнана однією з кращих частин та підрозділів Збройних сил України.
Згідно з Указом Президента України від 18 листопада 2015 року військовій частині було присвоєне найменування «160-та Одеська зенітна ракетна бригада».
У 2016 році бригада була ще раз визнана кращою зенітною ракетною бригадою Повітряних Сил України.
23 січня 2022 року, громадськість Авангардівської селищної громади відзначила 30-річчя військової частини, якій виповнилося 30 років. З цієї нагоди в Авангардівському Будинку культури відбулося урочисте зібрання, під час якого військові згадували минуле своєї військової частини, вшановували пам'ять загиблих військовослужбовців та приймали вітання, яких було чимало. Заступник командувача Повітряних Сил Збройних Сил України нагородив командний, офіцерський та рядовий склад військової частини пам'ятними знаками, медалями та цінними подарунками від імені Міністра оборони України, Командування Збройних Сил України та Командування Повітряних Сил ЗС України.
Бригада охороняє повітряний простір Одещини та півдня України з перших хвилин повномасштабного вторгнення росії. За словами очільника Одеської ОВА Максима Марченко, саме "[з]авдяки [військовослужбовцям 160-ї бригади] одесити можуть спати спокійно та жити нормальним життям, майже не відчуваючи усі жахи війни".
З лютого по липень 2022 року воїнами зенітної ракетної бригади знищено біля 70 ворожих повітряних цілей, серед яких крилаті ракети, літаки, безпілотники.
13 вересня 2022 року воїни 160-ої бригади повітряного командування "Південь" знищили російський бомбардувальник Су-24 на Херсонщині.
25 вересня близько 17.00 години підрозділами бригади збито ворожий штурмовик Су-25, який атакував наші війська на Херсонщині. Для порятунку російського пілота окупанти відправили вертоліт Мі-8 з командою на борту, який теж успішно знищений зенітниками Одеської бригади.
29 вересня, близько 17.00 години, в Баштанському районі Миколаївщини, воїни бригади збили ще два російських штурмовики Су-25.
26 жовтня 2022 року близько 17:00 години у Бериславському районі Херсонщини підрозділом зенітної ракетної Одеської бригади збито російський ударний вертоліт Ка-52.
З 18:45 по 18:48 31 жовтня 2022 року в Бериславському районі Херсонщини військовослужбовці бригади збили два російських ударних вертольоти Ка-52.

## Структура
Станом на 2011 рік, 160 ЗРБр в своєму складі мала:
- 1601-й зенітний ракетний дивізіон (С-300ПС);
- 1602 й зенітний ракетний дивізіон (С-300ПС);
- 1603-й зенітний ракетний дивізіон (С-300ПС);
- 1604-й зенітний ракетний дивізіон (С-300ПС).

27 березня 2014 року, відповідно до Указу Президента України від 17.03.2014 року № 303 «Про часткову мобілізацію», військова частина була переведена на організацію і штати воєнного часу, а особовий склад був залучений до виконання бойових та спеціальних завдань в зоні проведення АТО по захисту територіальної цілісності та незалежності держави на сході України.

## Командири
- полковник Сорокін Сергій Петрович (з 28.04.1961)
- полковник Пучков Микола Васильович (з 19.01.1966)
- підполковник Горьков Юрій Олександрович
- полковник Вітюк Михайло Тимофійович
- полковник Бірюльов Фелікс Васильович (з 04.06.1974)
- полковник Баканов Анатолій Олександрович (з 20.09.1972)
- полковник Рувімов Володимир Сергійович (з 13.08.1976)
- підполковник Захаров Ігор Семенович (з 31.03.1979)
- полковник Лозинський Олександр Гаврилович (з 07.03.2023 - до т.ч.)
- полковник Котельников Валерій Іларіонович
- полковник Карвацький Алім Миколайович (з 21.05.1992)[17]
- полковник Струцінський Олег Васильович (2003 ― 2006)
- підполковник Олещук Микола Миколайович (2006[18][19] — 2009[19])
- полковник Третьяков Олександр[20][21]
- полковник Поливяний Віктор Віталійович (2020 — березень 2024)[22]

## Втрати під час російсько-української війни

### Під час війни на сході України
- 22 січня 2015 — Петренко Василь Васильович, підполковник (посмертно)[23]

### Під час російського вторгнення в Україну
- 16 червня 2022 — Мазін Сергій Петрович, підполковник.
- 16 червня 2022 — Губін Олексій Олексійович, капітан.
- 16 червня 2022 — Гапіч Микита Андрійович, старший лейтенант.[24]
- 16 червня 2022 — Босюков Андрій Ігорович, лейтенант.
- 7 жовтня 2023 — Люшенко Леонід Леонідович, штаб-сержант.[25][26][27]
- 7 жовтня 2023 — Білошицький Олексій Сергійович, солдат.
- 31 січня 2024 — Войтов Олег Ігорович, сержант.
- 1 вересня 2024 — Поливяний Віктор Віталійович, полковник.

## Нагороди
- 1944 — почесне ім'я «Варшавська»[1]
- 1945 — орден Суворова III ступеня за свої дії в районі Берліну[1]
- 1999 — почесне ім'я «Одеська»[1]
- 15 червня 2022 року бригада відзначена почесною відзнакою «За мужність та відвагу». Відзнака надана "з метою гідного вшанування мужності та героїзму особового складу військов[ої] частин[и] Повітряних Сил Збройних Сил України, виявлених під час захисту державного суверенітету, незалежності, територіальної цілісності України, ведення бойових дій та виконання бойових завдань"[28].